# ウィキギャップ
ウィキギャップ（スウェーデン語: WikiGap、英語: WikiGap）は、スウェーデン政府が始めたキャンペーン活動である。

## 概要

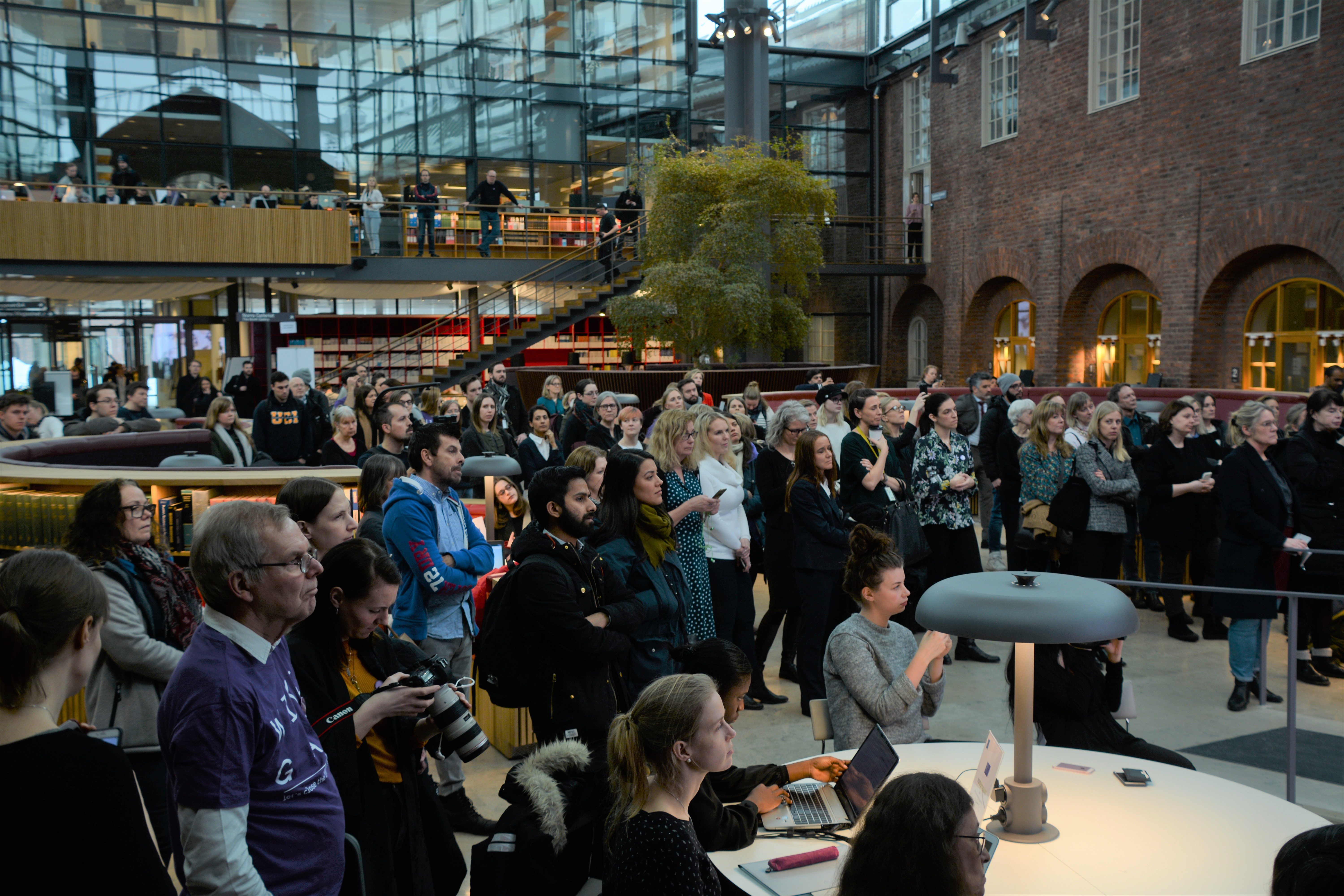
「ウィキギャップ・イン・ストックホルム」（2018年3月8日、王立工科大学附属図書館）

「ウィキギャップ」は、インターネット上での男女格差を解消する一環として、約2割にとどまるウィキペディアにおける女性に関する記事の増加を目指す社会運動である。スウェーデンの第1次ロベーン政権により提唱され、スウェーデン外務省とウィキメディア・スウェーデン協会によって推進された。
2021年4月28日時点で、日本を含む60か国以上で開催され、30以上の言語で5万本以上の記事が編集された。
なお、ウィキペディアにおけるジェンダーバイアスに関連するエディタソンとしては、ほかに「アート+フェミニズム」がある。アート+フェミニズムが女性芸術家の記事の充実を目指しているのに対し、ウィキギャップは芸術家に限定せず広く女性に関する記事の充実を目指している。

## 背景

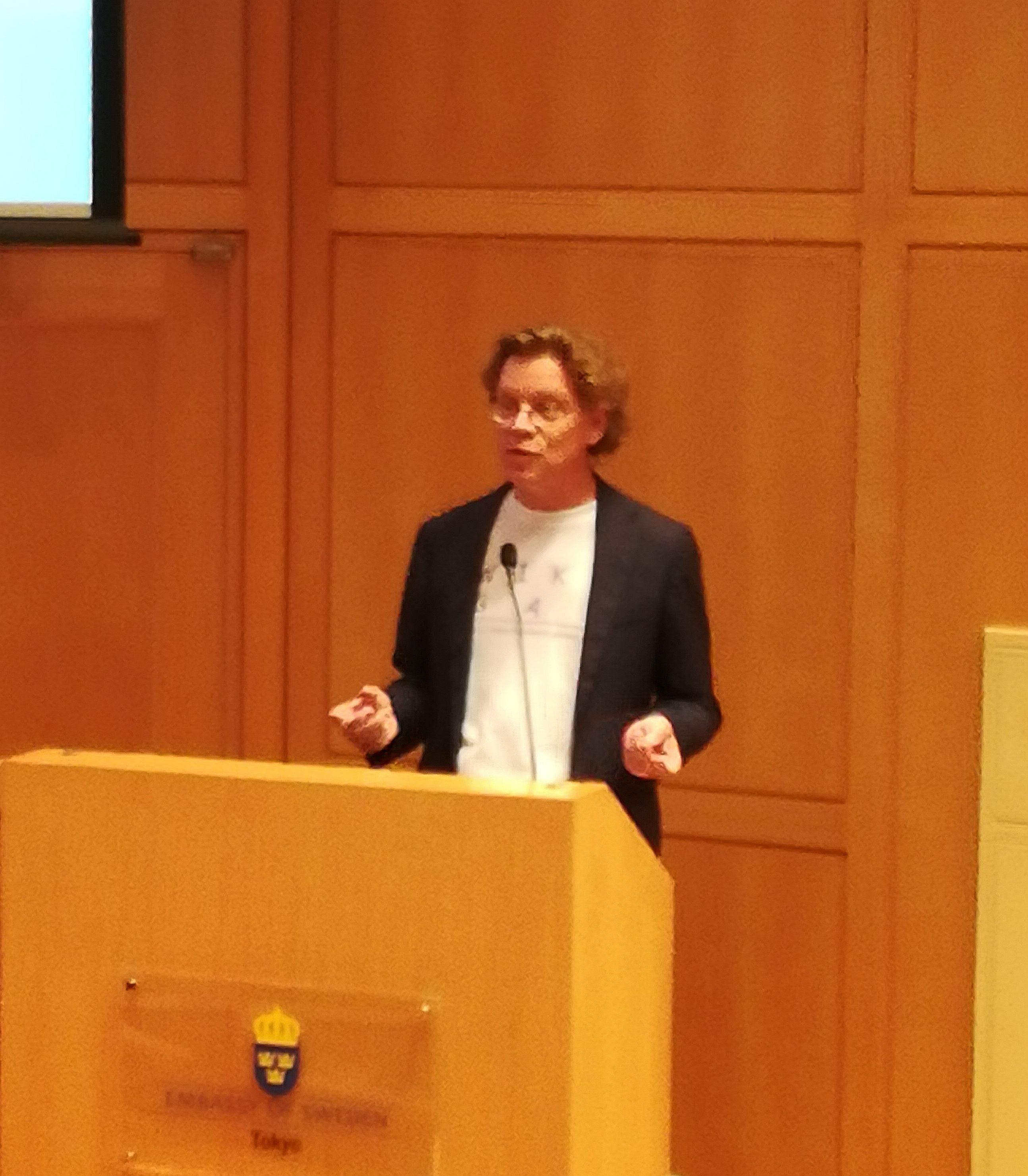
「ウィキギャップエディタソン・イン・東京」にて講演する日本駐箚スウェーデン特命全権大使ペールエリック・ヘーグベリ（2019年9月29日、在日本スウェーデン大使館）

ウィキペディアは世界的に影響力の強いウェブサイトであり、2019年時点でのアクセス数は世界5位に達しているとされる。しかしながら、ウィキメディア財団によれば、全世界におけるウィキペディアの人物記事のうち男性記事が8割を占めており、女性記事は2割に過ぎないという。また、全世界のウィキペディアの執筆者のうち、およそ9割は男性だと推定されている。
そのため、「女性著名人や女性の関心が高い事柄は軽視されやすい」と武蔵大学人文学部准教授などを歴任した文学者の北村紗衣は指摘している。例えば、イギリス王室の王子妃であるキャサリン・ミドルトンのウェディングドレスに関する記事や、ブラックホールの撮影に携わった女性科学者であるケイティ・バウマンに関する記事が「百科事典として取り上げるに足らない話題」として削除依頼を出されたこともあるという。
日本駐箚スウェーデン特命全権大使などを歴任した外交官のペールエリック・ヘーグベリは、ウィキペディアにおける女性に関する情報を充実させるよう主張している。ヘーグベリは現代を「ウィキペディアが本や百科事典に代わる時代」と位置付けたうえで、「誰が社会の中で目に見えやすくなっているかに注意を払うべき」だと指摘している。
こうした背景を踏まえ、ウィキギャップでは、ウィキペディアにおける女性に関する記事をより増加させることを目指している。そうすることで、取り上げる記事の多様性が増し、百科事典としての質が向上すると北村は指摘している。

## スウェーデンでの動き

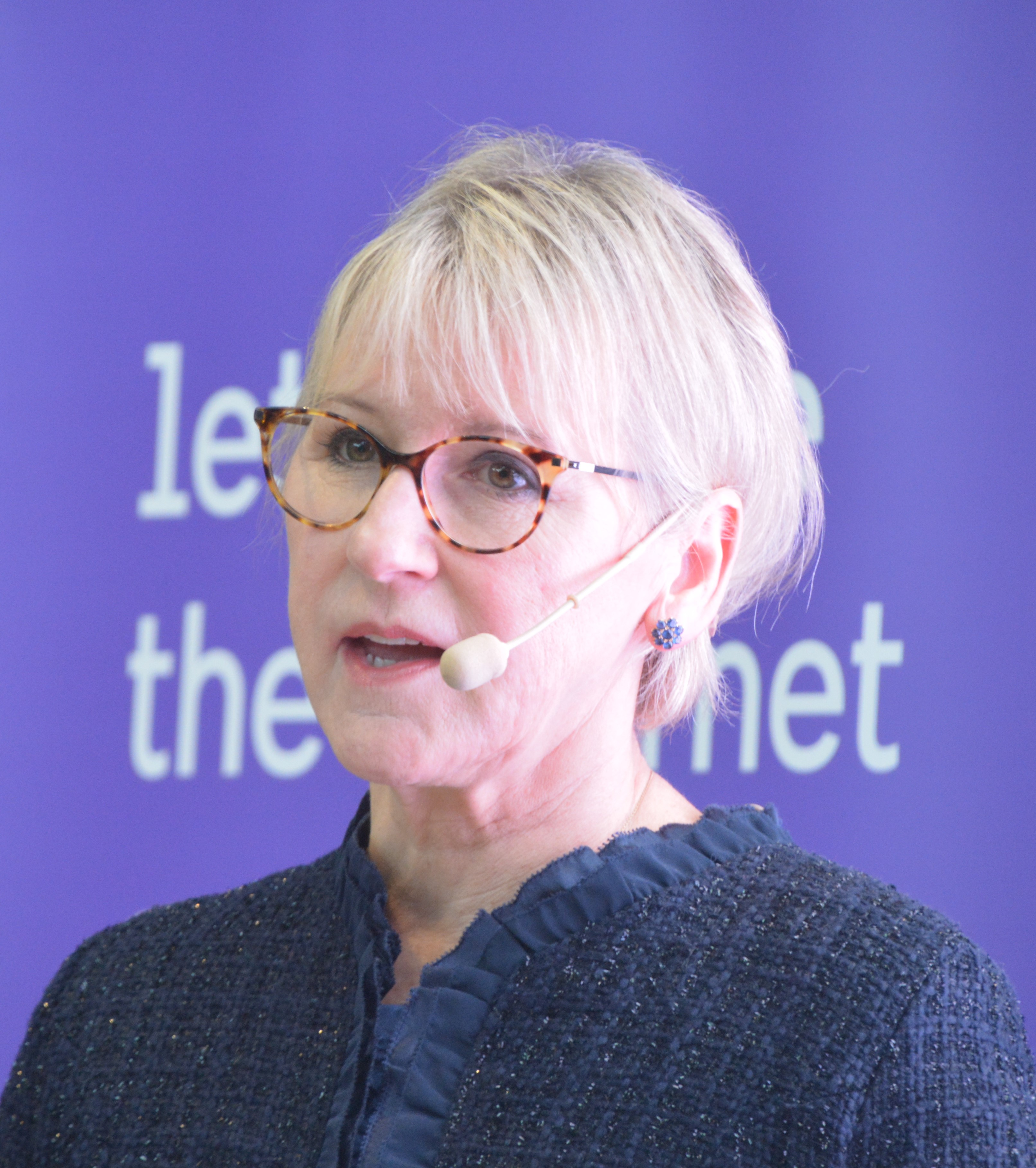
「ウィキギャップ・イン・ストックホルム」にて講演する外務大臣マルゴット・ヴァルストローム（2018年3月8日、王立工科大学附属図書館）

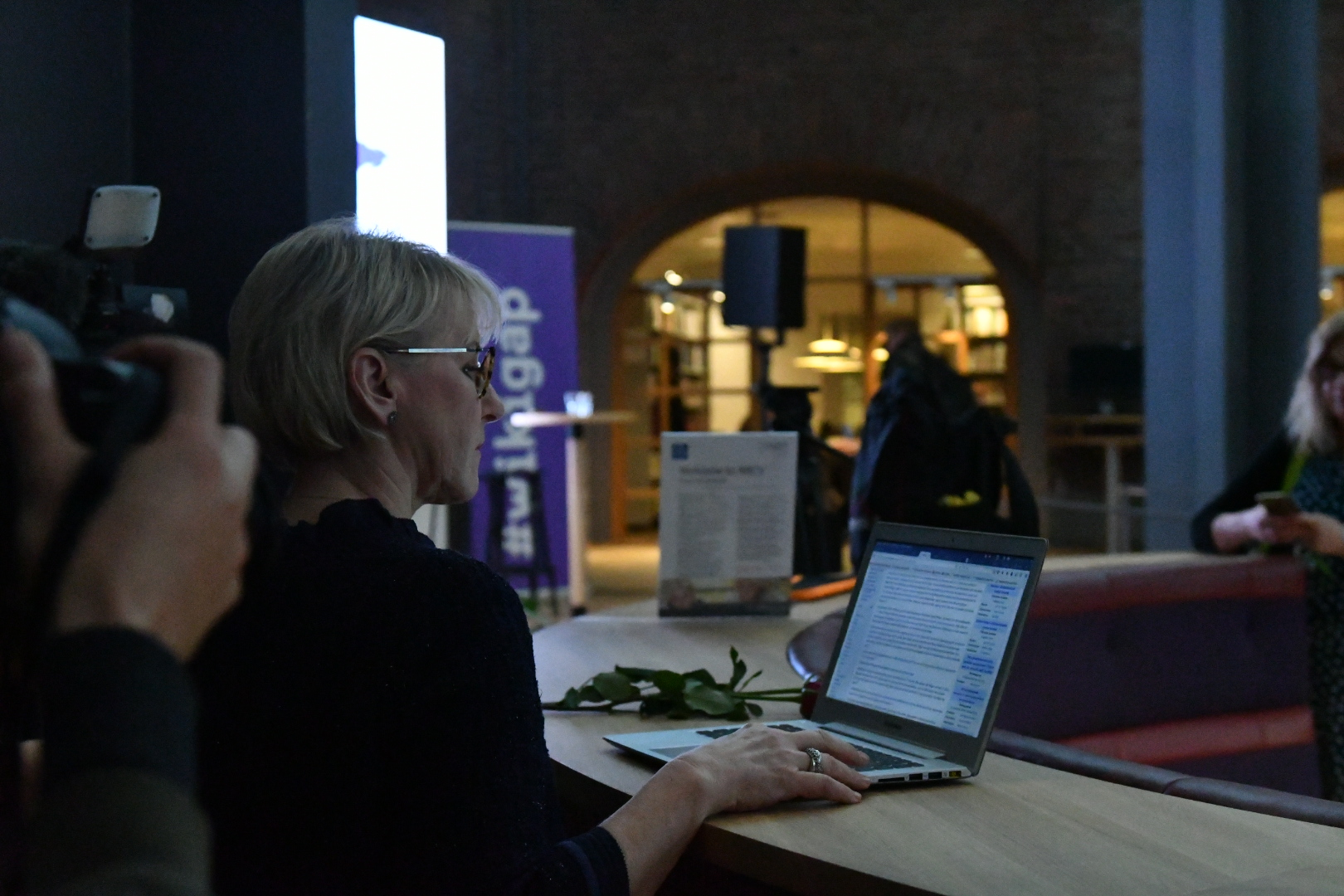
「ウィキギャップ・イン・ストックホルム」にて記事を編集する外務大臣マルゴット・ヴァルストローム（2018年3月8日、王立工科大学附属図書館）

もともとウィキギャップは、スウェーデン政府の政策の1つとして始まった。スウェーデン政府は世界で最初のフェミニスト政府を宣言し、「ジェンダー平等の実現は、社会課題を解決することの一部であり、公正な社会と経済の実現には『必要不可欠』である」と明言している。スウェーデン与党のスウェーデン社会民主労働党出身でスウェーデンの首相であるステファン・ロベーンは、第1次ロベーン政権においてジェンダー平等を前面に出した政策を掲げていた。そのロベーン政権下で外務大臣に登用されたマルゴット・ヴァルストロームは、「フェミニスト外交政策」の1つとしてウィキギャップを発表した。
提唱者であるヴァルストロームは、自身の外交政策について「スウェーデンは世界初のフェミニスト外交政策を取り入れた」としている。また、ヴァルストロームは、ウィキギャップについて「著名な女性とその功績をより多くの人に見てもらえるようにすることは、我々のフェミニスト外交政策の具体的な結果です」と述べている。

### ウィキギャップチャレンジ
スウェーデン外務省は、記事の作成・改善のために「ウィキギャップチャレンジ」と呼ばれる公開執筆コンテストを2019年より実施している。このコンテストはスウェーデン大使館、国連人権局（OHCHR）、および世界中のウィキメディア関連会社の支援を受けている。国際女性デーである3月8日をスタートに、2021年には4月8日まで、2022年には5月8日まで行われた。

### 批判
スウェーデンの公共ラジオ局であるスウェーデン・ラジオは、ウィキギャップに対する批判的な意見や懐疑的な意見を紹介している。。同ラジオ局によると、特に開発者界隈、いわゆる「テックコミュニティ」から、疑問の声や批判的な声が上がっており、ウィキギャップを批判する人物の例としては、元穏健派の国会議員でウィキメディア・スウェーデン協会のEUポリシーマネージャも歴任したカール・シグフリッドや、スウェーデンの大手プロバイダであるバーンホフでコミュニケーションマネージャを務めたアーニャ・アレンバーグがいるという。
シグフリッドは、「ウィキギャップは記事の内容を充実させる手助けになる一方で、政府がエディタソンを組織することは不適切である」と指摘した。シグフリッドは「社会的意図を持たずに執筆することがウィキペディアの原則」であり、「企業や国家が特定の目的に沿ってウィキペディアに影響を与えようとすることは軽視できない」としている。シグフリットは、ウィキペディアにおいては他者からの影響を受けずに執筆するのが原則だと指摘し、国家や企業・団体はウィキペディアの内容に影響を与えるべきではないとしている。さらに、シグフリットは、国家がウィキペディアを通じて現実社会の理想像を実現させようとすべきではない、と述べている。そのうえで、シグフリッドは、ウィキペディアの方針やガイドラインを紹介し、それに従うよう求めている。シグフリッドは、外務大臣のマルゴット・ヴァルストロームに対して、ウィキペディアの編集システムや方針、ガイドラインについて直接説明した。さらにシグフリッドは、記事の主題を選択するのは編集上の問題であり、国家や外務大臣が特定の主題で記事を作成するよう求めるのはおかしいと指摘した。

## 各国の状況
ウィキギャップ発祥の地はスウェーデンであるが、その影響はスウェーデン一国にとどまらず、ウィキギャップは世界60か国で開催されている。また、ウィキペディアは言語ごとにそれぞれウェブサイトが構築されているが、スウェーデン語版ウィキペディアだけでなく、ウィキギャップに賛同する動きが他言語版にも広がっている。

### 日本

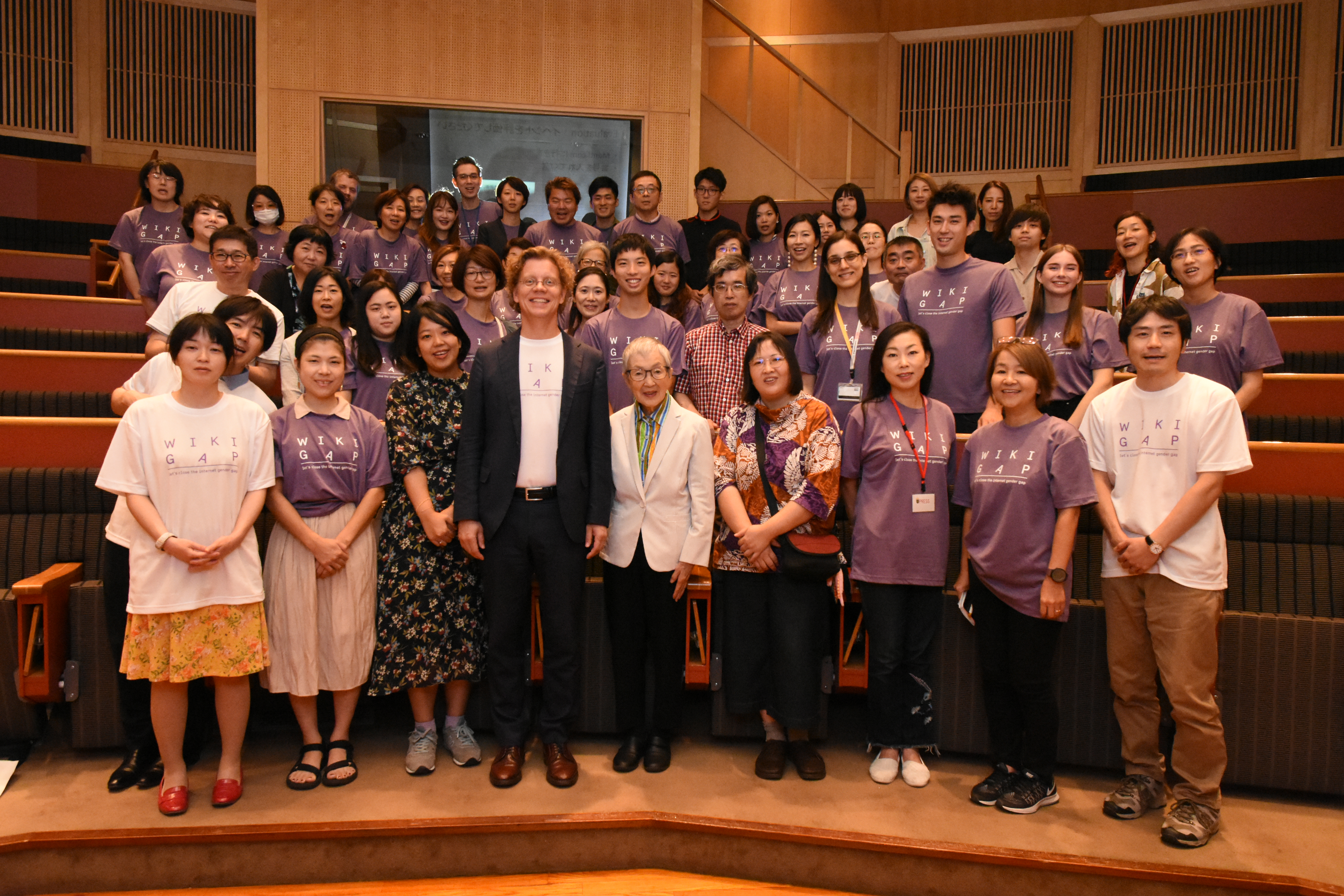
日本で初めてのウィキギャップとなった「ウィキギャップエディタソン・イン・東京」（2019年9月29日、在日本スウェーデン大使館）

ウィキペディアには多数の言語版があるが、ウィキペディア日本語版は人物記事における女性記事が比較的多いことで知られており、その比率は2019年9月27日時点で世界14位である。その日本語版においても、具体的には2019年9月27日時点で22.3%となっている。そのため日本語版においてもウィキギャップに賛同する動きがあり、2019年9月29日に東京都内のスウェーデン大使館において、日本で初めてのウィキギャップが開催され、参加者は女性の著名人に関する記事を執筆・編集し公開した。
その中で、駐日スウェーデン大使のペールエリック・ヘーグベリ外交官は、オンライン上での女性に関する情報を充実させる必要性を訴えたほか、国際連合で事務次長や上級代表（軍縮担当）を務める中満泉は「世界における変革に光を当てる運動であり、多くの女性を勇気づけることになる」と応援のメッセージを贈った。また、会場にはプログラマの若宮正子らも来場した。若宮はウィキギャップ・ジャパンのブランドアンバサダーにも就任している。同様に、漫画家のオーサ・イェークストロムも、ウィキギャップ・ジャパンのブランドアンバサダーに就任している。
2019年には、東京の他、大阪市、福岡市、名古屋市においてウィキギャップが開催された。また、2020年には、京都府精華町の国立国会図書館関西館や、横浜市の神奈川県立図書館においてウィキギャップが開催された。

### ザンビア
ザンビアではベンバ語、トンガ語、ニャンジャ語、ムワンガ語などが話されているが、公用語は英語であるため、英語版がよく利用されている。かつてザンビアは母権制社会であり、政治分野で活躍する女性も多かったが、イギリスからの植民者やキリスト教の宣教師らの影響を受け、父権制社会に変容していった。その後、歴史に埋もれた女性たちの業績を見直そうという動きが広がっており、その一環として2018年にウィキギャップが開催された。女性歴史博物館と在ザンビアスウェーデン大使館が協力し、40名ほどの女性執筆者を育成した。これらの執筆者は、ザンビアの女性に関する記事の新規作成に貢献した。

## 賛同する人物
ウィキギャップにおける主要な人物を、姓の五十音順で列挙した。賛同する人物が多数に上ることから、著名な人物のみを記載する。括弧内はウィキギャップにおける代表的な役職、ハイフン以降はその他の代表的な職業を示す。多数の国々でイベントが行われているため、氏名の前に国籍を示すアイコンを附与した。
- オーサ・イェークストロム（ウィキギャップ・ジャパンブランドアンバサダー[13]） - 漫画家
- マルゴット・ヴァルストローム（ウィキギャップ提唱者） - 政治家
- 北村紗衣（ウィキギャップ・ジャパンパートナー[20]） - 文学者
- ユミソン（ウィキギャップ・ジャパンパートナー[20]） - 美術家
- 若宮正子（ウィキギャップ・ジャパンブランドアンバサダー[12]） - プログラマ